# 9212 Kanamaru
9212 Kanamaru è un asteroide della fascia principale. Scoperto nel 1995, presenta un'orbita caratterizzata da un semiasse maggiore pari a 2,3245226 UA e da un'eccentricità di 0,0961178, inclinata di 5,72385° rispetto all'eclittica.
L'asteroide è dedicato all'architetto giapponese Naomiki Kanamaru progettista di osservatori astronomici.